# بویلاکوآ
بویلاکوآ (به ایتالیایی: Bevilacqua) یک کومونه در ایتالیا است که در استان ورونا واقع شده‌است. بویلاکوآ ۱۲٫۱۲ کیلومتر مربع مساحت و ۱٬۶۹۱ نفر جمعیت دارد و ۱۴ متر بالاتر از سطح دریا واقع شده‌است.